# Алтерация
Алтерация (на латински: altero, „променям“) е музикален термин, който означава повишаване или понижаване на основното значение на музикалния тон с определена височина. 

## Обозначение
Алтерацията се указва посредством знаците:
- Диез {\displaystyle \sharp } – повишава обозначения при нотацията тон с полутон. Важи за всички ноти в рамките на музикалния такт.
- Бемол {\displaystyle \flat } – като при диеза, но понижава с полутон.
- Бекар {\displaystyle \natural } – отменя действието на диеза или бемола.

Освен трите основни знака за алтерация има и още три производни:
- Двоен диез  – като диез, но повишава с цял тон.
- Двоен бемол  – като бемол, но понижава с цял тон.
- Двоен бекар – отменя действието на двойните диез или бемол при нова арматура. В останалите случаи се използва рядко – приема се, че бекарът отменя също действието на двойния диез и бемол.

Бемолите са 7.
Диезите са 7.
Всички тези знаци за алтерация прехвърлят значението си само върху съответния тон в рамките на такта.
Извън това те могат да бъдат използвани и като арматура при нотописа, тогава действието им се простира върху целия нотен текст преди евентуална съпътстваща отмяна. Така например ако тоналността е „до мажор“, която в арматурата си няма никакви знаци за алтерация, се появи „фа диез“, той ще има значение в рамките на такта, ако не е отменен междувременно от бекар в същия такт. С началото на следващия такт диезът отпада автоматично. При тоналност като „ре минор“, която има като арматура „си бемол“, поставянето на бекар върху тона „си“ има значение само в рамките на такта, а след края му се подразбира първоначалния тон „си бемол“. Т.е. ако не са част от арматурата, знаците за алтерация разпростират действието си или в рамките на такта, или до по-ранна отмяна. А ако са част от арматурата, действието им се простира в рамките на целия музикален пасаж и отменянето им е в рамките на един такт.
При модулирането от една музикална тоналност в друга, се използва по-особено записване, което отменя действието на цялата арматура и въвежда нова.

## Хроматизъм
Хроматизмът (от старогръцки χρομα – „цвят“) е музикален термин, с който се обозначава повишаването или понижаването с половин тон на основната степен на диатоничния лад, което се обозначава с помощта на знаците за алтерация. Не всеки знак за алтерация говори за хроматизъм – например тонът „фа диез“ в тоналността „сол мажор“ е част от натуралния мажорен звукоред, а не означава хроматизъм.
Хроматизмите допринасят за обогатяването на музикалния език. Понятия, свързани с хроматизма са:
- Хроматичен звукоред – музикален звукоред, състоящ се от полутонове.
- Близко по значение, но по-специализирано е понятието хроматична гама – музикална гама, състояща се от 12 степени, разположени на полутон в рамките на една октава.
- Хроматичен глас – в източната църковна музика е музикален лад, произлизащ от старинните ладове. По смисъла на западната терминология този лад е диатоничен.